# Robert Foulk
Robert „Bob“ Casselberry Foulk (* 5. Mai 1908 in Philadelphia, Pennsylvania; † 25. Februar 1989 in Los Angeles, Kalifornien) war ein US-amerikanischer Schauspieler. Der Charakterdarsteller wurde vor allem durch die Verkörperung des Sheriffs H. Miller in der Fernsehserie Lassie zwischen 1958 und 1962 bekannt.

## Leben
Robert Foulk war der Sohn des Bahnangestellten Miller Foulk und dessen Frau Alice Casselberry. Er wuchs in Philadelphia auf und besuchte nach dem Ende seiner Schulzeit die University of Pennsylvania, an der er Architektur studierte und sich zum Bauzeichner ausbilden ließ. Während seines Studiums begann er sich jedoch für das Theater zu interessieren und sammelte erste Bühnenerfahrungen.
Am 20. Juli 1933 heiratete er die Schauspielerin Alice Frost (1910–1998), die Ehe wurde jedoch im Jahr 1940 geschieden. Mit seiner zweiten Ehefrau, der Schauspielerin Barbara Slater (1920–1997), die unter anderem in zwei Kurzfilmen der Three Stooges zu sehen war, war er vom 8. Juli 1947 bis zu seinem Tod verheiratet; die gemeinsame Tochter June Landis wurde am 20. Juli 1948 geboren.
Foulk starb im Alter von 80 Jahren an den Folgen einer koronaren Herzerkrankung.

## Karriere
Foulk begann seine Karriere Anfang der 1930er Jahre in New York City am Broadway.
1931, im Alter von 23 Jahren, gab er sein Broadway-Debüt als Jake Canon in As Husbands Go; er spielte die Rolle zwei Jahre später erneut bei einer Wiederaufführung des Bühnenstücks. Neben der Arbeit auf der Bühne – und um seinen Lebensunterhalt aufzubessern – half Foulk bei der Besetzung von Broadway-Shows und arbeitete mit den Presseagenten verschiedener Shows zusammen. Er freundete sich mit dem Regisseur, Produzenten und Schauspieler George Abbott an, als er 1934 Watson Brown in John Brown spielte, einem Stück über den von Abbott gespielten Führer der Abolitionisten. Für Foulk begann eine langjährige Zusammenarbeit mit Abbott in einer Reihe von Broadway-Hits wie Boy Meets Girl (1935–1937), Brother Rat (1936–1938) und Room Service, in dem Foulk die Zweitbesetzung für Eddie Albert war. Er war zudem zwischen 1938 und 1939 in What a Life zu sehen; später führte er selbst bei Produktionen Regie, beispielsweise in Palos Verdes.
Eine Begegnung mit Bette Davis führte dazu, dass Foulk von Warner Bros. engagiert wurde, allerdings nicht als Schauspieler, sondern als Dialogregisseur. Er zog 1939 nach Hollywood und arbeitete in dieser Funktion an einer Reihe von Filmen, darunter Der Herr der sieben Meere (1940) und Die Spur des Falken (1941).
1942 meldete er sich bei den United States Army Air Forces und wurde der First Motion Picture Unit (18th AAF Base Unit) in Culver City zugeteilt, die Trainingsfilme für das Militär drehte; dort arbeitete er bis zu seiner Entlassung im Jahr 1946 unter anderem mit Cecil B. DeMille ebenfalls als Dialogregisseur (Die Unbesiegten; 1947).
Sein Filmdebüt vor der Kamera hatte er 1948 in Nachtclub-Lilly. Er wurde schnell zu einem vertrauten Gesicht in Filmen und spielte Polizisten, Western-Sheriffs, Ganoven und andere, oft nicht allzu intelligente und zwielichtige Typen. Von den frühen 1950er bis in die 1970er Jahre wurde er zu einem der bekanntesten Gesichter in Film und Fernsehen.
Zwischen 1953 und 1959 spielte Foulk in dreizehn Folgen der NBC-Anthologieserie The Loretta Young Show mit. Von 1954 bis 1957 war er in fünf Folgen der Sitcom Vater ist der Beste als Ed Davis an der Seite von Robert Young zu sehen, als die Serie auf NBC ausgestrahlt wurde. 1956 spielte er zudem Jackley in der Mickey Mouse Club-Serie The Mystery of the Applegate Treasure von Walt Disney und im selben Jahr in Indestructible Man.
In den Jahren 1957 und 1958 spielte Foulk den Gesetzlosen Curly Bill Brocius in drei Folgen der Western-Fernsehserie Tombstone Territory. 1958 verkörperte Foulk Sheriff Brady in dem Film The Left Handed Gun. Von 1959 bis 1960 hatte er die wiederkehrende Rolle des Barkeepers Joe Kingston in der Westernserie Wichita Town. Foulk spielte außerdem in fünf Folgen von The Rifleman mit: Er spielte einen Schmied in drei Folgen der Serie sowie in zwei weiteren Folgen die Figuren Johannson und Herbert Newman.
Neben Auftritten in Western-Serien spielte Foulk oft Polizeibeamte. So war er in der Krimiserie Perry Mason zu sehen und spielte den Sheriff von „Cloverville“ in einer Doppelfolge von The Untouchables. Er hatte dreizehn Auftritte als Sheriff und Hilfssheriff in Bonanza.
Wiederkehrende Rollen als Mr. Wheeler und Roy Trendall, ehemaliger Präsident der Telefongesellschaft von „Hooterville“, hatte er in insgesamt sechzehn Folgen der Fernsehserie Green Acres. 1960 hatte er zudem eine Gastrolle in dem Western Bat Masterson, in dem er den korrupten Richter Pete Perkins von Paradise City spielte.
In den frühen 1970er Jahren hatte er mehrere Gastauftritte in verschiedenen Rollen in Here’s Lucy, an der Seite von Lucille Ball. Er machte auch Fernsehwerbung, beispielsweise als Polizist für das „Sound-O-Power“-Spielzeuggewehr M-16 der Marx Bros. Er arbeitete auch weiterhin an lokalen Theatern in und um Los Angeles, kehrte aber nie an den Broadway zurück.
Neben der Schauspielerei arbeitete Foulk als Architekt und Bauzeichner. In einem Artikel der Chicago Tribune hieß es: „[…] er behält seine Finger in der Architektur, weil er sie als gute Therapie für die Spannungen empfindet, die sich beim Schauspielen aufbauen.“ So entwarf er beispielsweise das Haus des Dramatikers Sam Spewack.
Im deutschen Sprachraum wurde Foulk unter anderem von Curt Ackermann, Heinz Theo Branding, Gernot Duda, Hans Emons, Heinz Engelmann, Rüdiger Evers, Benno Gellenbeck, Heinz Giese, Manfred Grote, Helmuth Grube, Richard Haller, Hans W. Hamacher, Clemens Hasse, Roland Hemmo, Alexander Herzog, Wolfgang Hess, Helmut Heyne, Benno Hoffmann, Gerd Holtenau, Rolf Jahncke, Friedrich Joloff, Herbert A. Knippenberg, Klaus W. Krause, Helmut Krauss, Bum Krüger, Horst Lampe, Werner Lieven, Axel Lutter, Lothar Mann, Wolf Martini, Peter Neusser, Franz Nicklisch, Engelbert von Nordhausen, Edgar Ott, Heinz Palm, Bruno W. Pantel, Manfred Petersen, Thomas Rau, Wolf Rüdiger Reutermann, Christian Rode, Klaus Sonnenschein, Franz Viehmann, Eduard Wandrey und Herbert Weicker synchronisiert.

## Filmografie (Auswahl)

### Film
- 1945: Land and Live in the Desert (Kurzfilm)
- 1948: Nachtclub-Lilly
- 1948: Ich heirate dich doch (That Wonderful Urge)
- 1949: Kokain (Johnny Stool Pigeon)
- 1949: …und der Himmel lacht dazu
- 1949: Sprung in den Tod, auch: Maschinenpistolen (White Heat)
- 1949: Gefahr in Frisco (Thieves’ Highway)
- 1950: Frau am Abgrund (Whirlpool)
- 1950: Love That Brute
- 1950: Die Tote in den Dünen (Mystery Street)
- 1950: Faustrecht der Großstadt (Where the Sidewalk Ends)
- 1950: A Lady Without Passport
- 1950: Mister 880
- 1950: Zwischen Mitternacht und Morgen (Between Midnight and Dawn)
- 1950: The Killer That Stalked New York
- 1950: Dial 1119
- 1950: Mrs. O’Malley and Mr. Malone
- 1950: Charlie’s Haunt
- 1951: The Lemon Drop Kid
- 1951: Follow the Sun
- 1951: Stop That Cab
- 1951: Home Town Story
- 1951: Night Into Morning
- 1951: The Guy Who Came Back
- 1951: Chain of Circumstance
- 1951: Tödliches Pflaster Sunset Strip (The Strip)
- 1951: Ein Held für zwei Stunden (Saturday’s Hero)
- 1951: Die Spur führt zum Hafen
- 1951: The Whip Hand
- 1951: Anwalt des Verbrechens (The Unknown Man)
- 1951: Cornelia tut das nicht (Elopement)
- 1952: Nur dies eine Mal (Just This Once)
- 1952: Der unsichtbare Schütze
- 1952: Die Maske runter
- 1952: Du sollst mein Glücksstern sein
- 1952: Stärker als Ketten (Carbine Williams)
- 1952: Achtung! Blondinengangster (Without Warning!)
- 1952: Menschenjagd in San Francisco (The San Francisco Story)
- 1952: Frau in Weiß (The Girl in White)
- 1952: Verkauft und verraten (The Sellout)
- 1952: Glory Alley
- 1952: Carrie
- 1952: Versuchung auf 809 (Don’t Bother to Knock)
- 1952: Fünf Perlen
- 1952: Androkles und der Löwe (Androcles and the Lion)
- 1952: My Pal Gus
- 1952: Liebe, Pauken und Trompeten (Stars and Stripes Forever)
- 1953: In jedem Hafen eine Braut (All Ashore)
- 1953: Fotograf aus Liebe (I Love Melvin)
- 1953: Code Two
- 1953: The 49th Man
- 1953: Eine Leiche auf Rezept (Remains to Be Seen)
- 1953: A Slight Case of Larceny
- 1953: Der neue Sheriff (Powder River)
- 1953: Blondinen bevorzugt (Gentlemen Prefer Blondes)
- 1953: Gefangene der Kopfjäger (Valley of the Head Hunters)
- 1954: Overland Pacific
- 1954: Über den Todespaß
- 1954: Mickey Spillane’s Mike Hammer (Mickey Spillane’s ‘Mike Hammer!’; Fernsehfilm)
- 1955: Jenseits von Eden
- 1955: Die Saat der Gewalt (Blackboard Jungle)
- 1955: Galgenvögel (Wyoming Renegades)
- 1955: Aus dem Leben einer Ärztin (Strange Lady in Town)
- 1955: Apache Ambush
- 1955: Headline Hunters
- 1955: … denn sie wissen nicht, was sie tun (Rebel Without a Cause)
- 1955: Mit roher Gewalt (The Spoilers)
- 1956: In geheimer Mission (The Great Locomotive Chase)
- 1956: Karussell
- 1956: Das Geheimnis der fünf Gräber (Backlash)
- 1956: Feuer im Blut (Hot Blood)
- 1956: Der Würger von Sing-Sing (Indestructible Man)
- 1956: Vom Teufel verführt (The Rawhide Years)
- 1956: Schrei in der Nacht (A Cry in the Night)
- 1956: The Great Man
- 1957: Tot oder lebendig (Last of the Badmen)
- 1957: Hold That Hypnotist
- 1957: Reife Blüten (Untamed Youth)
- 1957: Sierra Stranger
- 1957: Johnny Tremain
- 1957: Das Land des Regenbaums (Raintree County)
- 1957: Mein Mann Gottfried
- 1957: Der große Fremde (The Tall Stranger)
- 1958: Die letzte Kugel (Day of the Badman)
- 1958: Raketenbasis X 13 sprengen (Hell’s Five Hours)
- 1958: Einer muß dran glauben (auch: Billy the Kid – Einer muss dran glauben)
- 1958: Die Kanaille von Kansas (Quantrill’s Raiders)
- 1959: Immer die verflixten Frauen (Ask Any Girl)
- 1959: Go, Johnny, Go!
- 1959: Born to Be Loved
- 1959: Kampf ohne Gnade (Cast a Long Shadow)
- 1960: Frankie und seine Spießgesellen (Ocean’s 11)
- 1960: Dazu gehören zwei (Where the Boys Are)
- 1961: Swingin’ Along
- 1961: All Hands on Deck
- 1962: Texas-Show (State Fair)
- 1962: Die Wunderwelt der Gebrüder Grimm
- 1963: Der Mann vom Diners Club
- 1963: Sandra und der Doktor (Tammy and the Doctor)
- 1963: Eine kitzlige Sache (A Ticklish Affair)
- 1964: Sieben gegen Chicago (Robin and the 7 Hoods)
- 1964: … und ledige Mädchen (Sex and the Single Girl)
- 1965: Millionenraub in San Francisco
- 1965: Die Welt der Jean Harlow (Harlow)
- 1965: Diamond Jim: Skulduggery in Samantha (Fernsehfilm)
- 1966: Mollymauk, der Wunderknabe (Lord Love a Duck)
- 1967: Bullwhip Griffin oder Goldrausch in Kalifornien (The Adventures of Bullwhip Griffin)
- 1967: Modern Millie – Reicher Mann gesucht
- 1967: Acht gehen türmen (Eight on the Lam)
- 1967: Hell on Wheels
- 1968: Alles was verboten ist
- 1968: Bullen – Wie lange wollt ihr leben? (The Split)
- 1968: Ein toller Käfer
- 1969: Killer Cain (More Dead Than Alive)
- 1969: Superhirn in Tennisschuhen
- 1970: Der Indianer
- 1971: Fluchtpunkt San Francisco
- 1971: Zwei Galgenvögel (Skin Game)
- 1971: Bunny und Bill (Bunny O’Hare)
- 1973: Ein Zug für zwei Halunken
- 1974: Win, Place or Steal
- 1977: Elliot, das Schmunzelmonster

### Fernsehen
- 1951: Racket Squad
- 1951: The Stu Erwin Show
- 1952: Rebound
- 1952: Your Jeweler’s Showcase
- 1953: ABC Album
- 1952–1954: Kleine Spiele aus Übersee (Fireside Theatre)
- 1952–1955: Die Texas Rangers
- 1953: Chevron Theatre
- 1953: The Abbott and Costello Show
- 1953–1955: I Married Joan
- 1953–1956: The Ford Television Theatre
- 1953–1956: Cavalcade of America
- 1953–1957: Make Room for Daddy (auch: The Danny Thomas Show)
- 1953–1959: Ihr Star: Loretta Young (The Loretta Young Show)
- 1954: Eisenbahndetektiv Matt Clark (Stories of the Century)
- 1954: Rocky Jones, Space Ranger
- 1954: The Whistler
- 1954: General Electric Theater
- 1954: Four Star Playhouse
- 1954: Waterfront
- 1954: Mayor of the Town
- 1954: City Detective
- 1954–1955: Public Defender
- 1954–1956: It’s a Great Life
- 1954–1956: The George Burns and Gracie Allen Show
- 1954–1958: Climax! (auch: Climax Mystery Theater)
- 1954–1959: Vater ist der Beste (Father Knows Best)
- 1954–1965: The Red Skelton Show
- 1954–1970: Lassie
- 1955: Täter unbekannt (The Lineup)
- 1955: Big Town
- 1955: Stage 7
- 1955: The Man Behind the Badge
- 1955: Celebrity Playhouse
- 1955: Sheena, Queen of the Jungle
- 1955: The Great Gildersleeve
- 1955: Flicka (My Friend Flicka)
- 1955–1956: Geschichten, die der Alltag schrieb (TV Reader’s Digest)
- 1955–1957: The 20th Century-Fox Hour
- 1955–1959: Schlitz Playhouse of Stars
- 1955–1966: Rauchende Colts (Gunsmoke)
- 1956: You Are There
- 1956: Alfred Hitchcock präsentiert
- 1956: Crossroads
- 1956: Ford Star Jubilee
- 1956: Chevron Hall of Stars
- 1956: December Bride
- 1956: Superman – Retter in der Not (Adventures of Superman)
- 1956: General Electric Summer Originals
- 1956: The Adventures of Jim Bowie
- 1956: The Hardy Boys: The Mystery of the Applegate Treasure (im US-Mickey Mouse Club)
- 1956: Corky und der Zirkus
- 1956–1957: Telephone Time
- 1956–1957: The Sheriff of Cochise (später: U.S. Marshal)
- 1956–1957: Wenn man Millionär wär’ (The Millionaire)
- 1956–1959: Fury – Die Abenteuer eines Pferdes (Fury; auch: Brave Stallion)
- 1957: I Love Lucy
- 1957: Broken Arrow
- 1957: Code 3
- 1957: Meet McGraw (auch: The Adventures of McGraw)
- 1957: Trackdown
- 1957: Der Mann ohne Colt (Man Without a Gun)
- 1957: The Gray Ghost
- 1957–1958: Wilder Westen Arizona (Tombstone Territory)
- 1957–1958: The Silent Service
- 1957–1958: Whirlybirds
- 1957–1961: Maverick
- 1957–1961: Wells Fargo (Tales of Wells Fargo)
- 1957–1962: Cheyenne
- 1958: Richard Diamond, Privatdetektiv
- 1958: Mickey Spillane’s Mike Hammer
- 1958: State Trooper
- 1958: Jefferson Drum
- 1958: Wie angelt man sich einen Millionär? (How to Marry a Millionaire)
- 1958: Alle lieben Bob (The Bob Cummings Show)
- 1958: Union Pacific
- 1958: Josh (auch: Der Kopfgeldjäger)
- 1958–1959: 26 Men
- 1958–1960: Der Texaner
- 1958–1960: Colt .45
- 1958–1961: Abenteuer im wilden Westen
- 1958–1965: Perry Mason
- 1959: Northwest Passage
- 1959: The Restless Gun
- 1959: The David Niven Show
- 1959: U.S. Marshal (Ableger von The Sheriff of Cochise)
- 1959: Deadline
- 1959: Disney-Land (Walt Disney Presents; auch: The Wonderful World of Disney)
- 1959: Dennis, Geschichten eines Lausbuben (Dennis the Menace)
- 1959: The Rebel
- 1959–1960: Wichita Town
- 1959–1961: Westlich von Santa Fé
- 1959–1963: The Real McCoys
- 1960: Overland Trail
- 1960: The Man from Blackhawk
- 1960: Kein Fall für FBI (The  Detectives)
- 1960: Bat Masterson
- 1960: Im Wilden Westen (Death Valley Days)
- 1960: Riverboat
- 1960: Guestward, Ho!
- 1960: The Law and Mr. Jones
- 1960: Hennesey
- 1960: This Man Dawson
- 1960–1961: Der zweite Mann (The Deputy)
- 1960–1968: Bonanza
- 1961: Die Unbestechlichen (The Untouchables)
- 1961: Outlaws
- 1961: The Many Loves of Dobie Gillis
- 1961: Coronado 9
- 1961: Stagecoach West
- 1961: Cain’s Hundred
- 1961: Hawaiian Eye
- 1961: Adventures in Paradise
- 1961: The Tall Man
- 1961–1963: 77 Sunset Strip
- 1961–1963: Mister Ed
- 1962: Twilight Zone (auch: Unglaubliche Geschichten)
- 1962: The Joey Bishop Show
- 1962: Heute Abend Dick Powell (The Dick Powell Show)
- 1962: Kleiner Zirkus in Gefahr (Frontier Circus)
- 1962: Meine drei Söhne
- 1963: Jack-Benny-Show (The Jack Benny Program)
- 1963: St. Dominic und seine Schäfchen (Going My Way)
- 1963: Channing
- 1963: Temple Houston
- 1963–1968: The Beverly Hillbillies
- 1964: Destry
- 1964: Stunde der Entscheidung (Markham)
- 1964–1967: Daniel Boone
- 1965: Der Mann ohne Namen (A Man Called Shenandoah)
- 1966: Hoppla Lucy! (The Lucy Show)
- 1966: Mona McCluskey
- 1966: The Jean Arthur Show
- 1966: Laredo
- 1966–1971: Green Acres
- 1967: Der Marshall von Cimarron
- 1967–1968: Verschollen zwischen fremden Welten
- 1967–1968: Die Spur des Jim Sonnett (The Guns of Will Sonnett)
- 1968: Der Strafverteidiger (Judd, for the Defense)
- 1968: Big Valley
- 1969: Lancer
- 1969: My Friend Tony
- 1969: The Outcasts
- 1970: Die Leute von der Shiloh Ranch (The Virginian)
- 1970: Here Come the Brides
- 1970: Der Chef (Ironside)
- 1970: Twen-Police (The Mod Squad)
- 1971: The Name of the Game
- 1971–1973: Here’s Lucy
- 1972: Hec Ramsey
- 1973: Kung Fu
- 1973: Wo die Liebe hinfällt (Love, American Style)
- 1974: Die Cowboys (The Cowboys)
- 1974: Adam-12
- 1975: Unsere kleine Farm (Little House on the Prairie)
- 1975–1976: Die Küste der Ganoven (Barbary Coast)
- 1977: Testimony of Two Men (Miniserie)

### Dialogregisseur
- 1940: Ein Nachtclub für Sarah Jane
- 1940: Flight Angels
- 1940: River’s End
- 1940: Der Herr der sieben Meere
- 1940: South of Suez
- 1941: Die kleinen Träume von der weiten Welt (The Great Mr. Nobody)
- 1941: Der Herzensbrecher
- 1941: Die Rächer von Missouri (Bad Men of Missouri)
- 1941: Die Spur des Falken
- 1941: Steel Against the Sky
- 1947: Die Unbesiegten
- 1951: Home Town Story

## Theater (Auswahl)
- 1931: As Husbands Go (Broadway)
- 1933: As Husbands Go (Broadway; Wiederaufführung)
- 1934: John Brown (Broadway)
- 1935–1937: Boy Meets Girl (Broadway)
- 1936–1938: Brother Rat (Broadway)
- 1937–1938: Room Service (Broadway; Ersatz)
- 1938–1939: What a Life (Broadway)